# 崔領
崔 領（さい りょう、チェ・ヨン、최영、1978年4月12日 - ）は、日本で活動している総合格闘家、プロレスラー。元ROAD FCミドル級王者。
実弟にプロレスラーの崔領二がいる。名前が被るからという理由でRYO（リョウ）というリングネームで活動している。

## 来歴
在日韓国人3世として大阪府に生まれ、大阪高校時代はバスケットボール部に所属し高校卒業後、韓国の大学に留学。
2003年7月13日、DEEP 11のフューチャーファイトで大野敏彦と対戦し、マウントパンチでTKO勝ち。
2004年2月7日、Spirit MC Interleague 1で開催されたミドル級トーナメントに出場し、キム・ドンヒョンに判定勝ちするなどして優勝を果たした。
2007年7月16日、初参戦となったHERO'Sのオープニングファイトで尾崎広紀と対戦し、判定勝ち。HERO'Sデビューに当たり、リングネームを「RYO」とした。
2008年2月22日、DEEP 34で開催された第4代DEEPミドル級王者決定トーナメントに出場。1回戦で松井大二郎に1-2の判定負け。5月19日、DEEP 35ではリザーブマッチに出場し桜井隆多に0-3の判定負け。
2010年6月6日、DEEP CAGE IMPACT 2010 in OSAKAで柴田勝頼と対戦し、3-0の判定勝ち。
2016年3月31日、弟の崔領二が代表を務めるプロレス団体「ランズエンド」に参加。後の所属選手としてプロレスラー活動開始。
2017年10月28日、ROAD FC初参戦となったROAD FC 043のミドル級暫定王座決定戦でキム・フンと対戦し、3-0の判定勝ちを収めて暫定王座を獲得した。
2018年7月9日、第4代ROAD FCミドル級王者チョ・ジョンファンが王座を剥奪されたため、崔が第5代ミドル級王者に認定された。

## 戦績

### プロ総合格闘技
| 総合格闘技 戦績 | 総合格闘技 戦績 | 総合格闘技 戦績 | 総合格闘技 戦績 | 総合格闘技 戦績 | 総合格闘技 戦績 | 総合格闘技 戦績 |
| --------------- | --------------- | --------------- | --------------- | --------------- | --------------- | --------------- |
| 24 試合         | (T)KO           | 一本            | 判定            | その他          | 引き分け        | 無効試合        |
| 16 勝           | 3               | 2               | 11              | 0               | 2               | 0               |
| 6 敗            | 2               | 1               | 3               | 0               | 2               | 0               |

| 勝敗 | 対戦相手             | 試合結果                                    | 大会名                                                         | 開催年月日     |
| ○    | 小林裕               | 5分3R終了 判定3-0                           | DEEP OSAKA IMPACT 2021                                         | 2021年11月21日 |
| ○    | 松井大二郎           | 1R 1:29 TKO（パウンド）                     | DEEP OSAKA IMPACT 2021                                         | 2021年4月4日   |
| ○    | キム・フン           | 5分3R終了 判定3-0                           | ROAD FC 043 【ミドル級暫定王座決定戦】                         | 2017年10月28日 |
| △    | 金原弘光             | 5分2R終了 判定0-0                           | DEEP 49 IMPACT                                                 | 2010年8月27日  |
| ○    | 柴田勝頼             | 5分3R終了 判定3-0                           | DEEP CAGE IMPACT 2010 in OSAKA                                 | 2010年6月6日   |
| ×    | 藤井陸平             | 5分2R終了 判定0-3                           | DEEP 45 IMPACT                                                 | 2010年1月24日  |
| ○    | 相川祐哉             | 2R 1:32 TKO（パウンド）                     | DEEP OSAKA IMPACT                                              | 2009年8月30日  |
| ○    | ベルナール・アッカ   | 5分2R終了 判定3-0                           | DEEP 42 IMPACT                                                 | 2009年6月30日  |
| △    | 長井憲治             | 5分2R終了 時間切れ                          | ZST.19                                                         | 2009年1月25日  |
| ○    | 佐藤豪則             | 5分2R終了 判定2-0                           | DEEP 36 IMPACT                                                 | 2008年7月27日  |
| ×    | 桜井隆多             | 5分2R終了 判定0-3                           | DEEP 35 IMPACT 【ミドル級王者決定トーナメント リザーブマッチ】 | 2008年5月19日  |
| ×    | 松井大二郎           | 5分3R終了 判定1-2                           | DEEP 34 IMPACT 【ミドル級王者決定トーナメント 1回戦】          | 2008年2月22日  |
| ○    | 外岡真徳             | 1R 1:30 TKO（スタンドパンチ連打）           | HERO'S KOREA 2007                                              | 2007年10月28日 |
| ○    | 尾崎広紀             | 5分2R終了 判定3-0                           | HERO'S 2007 ミドル級世界王者決定トーナメント開幕戦             | 2007年7月16日  |
| ×    | スティーブ・ブルーノ | 3R 3:19 TKO（ドクターストップ：左瞼カット） | Spirit MC 9: Welterweight GP Opening                           | 2006年10月8日  |
| ○    | マイク・アイナ       | 5分3R終了 判定3-0                           | Spirit MC 8: Only One                                          | 2006年4月22日  |
| ×    | イム・ジェソク       | 2R 1:31 KO（左フック）                      | Spirit MC 7: Middleweight GP Final 【決勝】                    | 2005年10月29日 |
| ○    | イ・ジェソン         | 5分2R終了 判定2-1                           | Spirit MC 7: Middleweight GP Final 【準決勝】                  | 2005年10月29日 |
| ○    | キム・ジョンテ       | 1R 4:52 チョークスリーパー                  | Spirit MC 6: Middleweight GP Opening 【1回戦】                 | 2005年7月2日   |
| ×    | キム・ヒョンガン     | 1R 2:34 腕ひしぎ十字固め                    | Spirit MC 4: Revolution                                        | 2004年6月12日  |
| ○    | ムン・ジョンヒョク   | 2R+延長R終了 判定3-0                        | Spirit MC 3: I Will Be Back!!!                                 | 2004年4月10日  |
| ○    | キム・チュンヒョン   | 1R 4:13 腕ひしぎ十字固め                    | Spirit MC Interleague 1 【ミドル級トーナメント 決勝】          | 2004年2月7日   |
| ○    | 木村仁要             | 5分2R終了 判定3-0                           | Spirit MC Interleague 1 【ミドル級トーナメント 準決勝】        | 2004年2月7日   |
| ○    | キム・ドンヒョン     | 5分2R終了 判定3-0                           | Spirit MC Interleague 1 【ミドル級トーナメント 1回戦】         | 2004年2月7日   |

### アマチュア総合格闘技
| 勝敗 | 対戦相手 | 試合結果                      | 大会名                                             | 開催年月日    |
| ○    | 大野敏彦 | 1R 4:46 TKO（マウントパンチ） | DEEP 11th IMPACT in OSAKA 【フューチャーファイト】 | 2003年7月13日 |

## 獲得タイトル
- Spirit MC Interleagueミドル級トーナメント 優勝（2004年）
- ROAD FCミドル級暫定王座（2017年）
- 第5代ROAD FCミドル級王座（2018年）

## 舞台出演
- 2.5次元プロレス『夢幻大戦』（2017年11月27日） - クロオニ・ジョニー役